# Camponotus caryae
Camponotus caryae é uma espécie de inseto do gênero Camponotus, pertencente à família Formicidae.